# Trochodendron
Genre
Trochodendron est un genre de plantes à fleurs représenté actuellement par une seule espèce.

## Liste d'espèces
Parmi les six ou sept espèces du genre Trochodendron, une seule existe encore, selon Catalogue of Life (16 mars 2013), NCBI (16 mars 2013), GRIN (22 juin 2014), The Plant List (22 juin 2014) et Tropicos (16 mars 2013) : Trochodendron aralioides Siebold & Zucc.
Les autres espèces ont été retrouvées en tant que fossiles dans tout l'hémisphère Nord, y compris aux États-Unis, dans l'État de Washington.